# Rouslan et Ludmila (film, 1938)
Pour les articles homonymes, voir Rouslan et Ludmila.
Pour plus de détails, voir Fiche technique et Distribution.
Rouslan et Ludmila (en russe : Руслан и Людмила) est un film soviétique réalisé par Viktor Nevejine et Ivan Nikitchenko (ru) aux studios Mosfilm et sorti en 1938. Le scénario est inspiré du poème d'Alexandre Pouchkine, Rouslan et Ludmila.

## Fiche technique
- Titre : Rouslan et Ludmila
- Titre original : Руслан и Людмила
- Réalisation : Viktor Nevejine, Ivan Nikitchenko (ru)
- Scénario : Viktor Nevejine, Ivan Nikitchenko (ru), Samuel Bolotine (ru)
- Photographie : Tamara Lobova, Nikolaï Renkov
- Directeur artistique : Andreï Nikouline
- Musique : Lev Steinberg (ru)
- Son : Viatcheslav Lechtchev (ru)
- Caméra : T.Lobova, A.Priezjev
- Montage : Grigori Chirokov
- Format : 35 mm
- Couleur : Noir et blanc
- Production : Mosfilm
- Pays de production : URSS
- Année de sortie : 1938
- Durée : 52 minutes
- Langue : russe

## Distribution
- Sergueï Stoliarov : Rouslan
- Lioudmila Glazova (ru) : Ludmila
- Nikolaï Boubnov (ru) : Vladimir
- Nikolaï Tchaplyguine : Rogdaï
- Boris Keropian : Farlaf,
- K. Komarov : Tchernomor
- Vassili Savitski : la tête de chevalier
- M.Chlenskaïa : Naïna